# Josef Dostál
Josef Dostál, né le 3 mars 1993 à Prague, est un kayakiste tchèque.
Aux Jeux olympiques d'été de 2012 à Londres, il est médaillé de bronze de kayak à quatre 1 000 m avec Daniel Havel, Lukáš Trefil et Jan Štěrba.